# Campeonato Mundial de Triatlo de 2006
O Campeonato Mundial de Triatlo de 2006 foi a 18º edição do evento máximo do triatlo, aconteceu em Lausana, Suíça no dia 2 e 3 de setembro, organizado pela International Triathlon Union (ITU). 

## Resultados

### Masculino
| Posição | Tempo                        | Natação | Ciclismo | Corrida | Tempo    |
| ------- | ---------------------------- | ------- | -------- | ------- | -------- |
|         | Tim Don (GBR)                | 17:30   | 01:01:58 | 30:47   | 01:51:32 |
|         | Hamish Carter (NZL)          | 17:19   | 01:02:05 | 31:02   | 01:51:49 |
|         | Frédéric Belaubre (FRA)      | 17:15   | 01:02:15 | 31:25   | 01:52:12 |
| 4       | Kris Gemmell (NZL)           | 17:42   | 01:01:46 | 32:15   | 01:53:01 |
| 5       | Volodymyr Polikarpenko (UKR) | 17:22   | 01:03:16 | 31:01   | 01:53:04 |
| 6       | Peter Robertson (AUS)        | 17:25   | 01:03:25 | 30:59   | 01:53:06 |
| 7       | Hunter Kemper (USA)          | 17:33   | 01:03:06 | 31:06   | 01:53:07 |
| 8       | Daniel Unger (GER)           | 17:28   | 01:02:02 | 32:24   | 01:53:11 |
| 9       | Andrew Johns (GBR)           | 17:45   | 01:02:55 | 31:21   | 01:53:20 |
| 10      | Francisco Javier Gómez (ESP) | 17:26   | 01:03:13 | 31:27   | 01:53:27 |

### Feminino
| Posição | Tempo                   | Natação | Ciclismo | Corrida | Tempo    |
| ------- | ----------------------- | ------- | -------- | ------- | -------- |
|         | Emma Snowsill (AUS)     | 19:14   | 01:09:48 | 33:35   | 02:04:02 |
|         | Vanessa Fernandes (POR) | 19:06   | 01:09:54 | 34:24   | 02:04:48 |
|         | Felicity Abram (AUS)    | 20:18   | 01:08:38 | 34:46   | 02:05:13 |
| 4       | Lauren Groves (CAN)     | 19:12   | 01:09:52 | 34:57   | 02:05:24 |
| 5       | Nadia Cortassa (ITA)    | 19:57   | 01:09:01 | 34:56   | 02:05:28 |
| 6       | Andrea Whitcombe (GBR)  | 19:12   | 01:09:47 | 35:14   | 02:05:46 |
| 7       | Joelle Franzmann (GER)  | 19:05   | 01:09:54 | 35:40   | 02:06:05 |
| 8       | Laura Bennett (USA)     | 19:02   | 01:10:00 | 35:51   | 02:06:16 |
| 9       | Tania Haiboeck (AUT)    | 20:07   | 01:08:51 | 35:50   | 02:06:20 |
| 10      | Andrea Hewitt (NZL)     | 19:12   | 01:09:50 | 36:05   | 02:06:33 |